# Kekeh-Ketjil
Kekeh-Ketjil (deutsch Klein-Kekeh) ist eine der indonesischen Barat-Daya-Inseln in der Bandasee.

## Geographie
Kekeh-Ketjil liegt weniger als hundert Meter vor der Südostspitze von Kekeh-Besar (Groß-Kekeh). Einen Kilometer östlich befindet sich die bewohnte Insel Serua. Administrativ gehören die drei Inseln zum Subdistrikt (Kecamatan) Teun Nila Serua im Regierungsbezirk (Kabupaten) Maluku Tengah der Provinz Maluku. Sie bilden das nordöstliche Ende des inneren Bandabogen, einer Inselkette vulkanischen Ursprungs.